# Przejście graniczne Głuchołazy-Mikulovice (kolejowe)
Przejście graniczne Głuchołazy-Mikulovice (kolejowe) – polsko-czeskie kolejowe przejście graniczne położone w województwie opolskim, w powiecie nyskim, w gminie Głuchołazy, w miejscowości Głuchołazy, zlikwidowane w 2007.

## Opis
Przejście graniczne Głuchołazy-Mikulovice w rejonie znaku granicznego nr IV (II)/160/4 , zostało otwarte dzięki porozumieniu między Rzecząpospolitą Polską i Republiką Czeską z miejscem odprawy granicznej i celnej w miejscowości Głuchołazy, na stacji kolejowej Głuchołazy Główne. Dopuszczone było przekraczanie granicy przez towary. 9 grudnia 2006 uruchomione zostało kolejowe przejście graniczne Głuchołazy-Mikulovice dla ruchu osobowego z miejscem odprawy granicznej i celnej w miejscowości Głuchołazy na stacji kolejowej Głuchołazy Główne. Dopuszczone było przekraczanie granicy przez osoby, towary i mały ruch graniczny. Kontrolę graniczną osób, towarów i środków transportu wykonywała Graniczna Placówka Kontrolna Straży Granicznej w Głuchołazach (GPK SG w Głuchołazach)
Przejście graniczne funkcjonowało na wspólnym odcinku polskiej linii kolejowej nr 343 Głuchołazy–Mikulovice i czeskiej linii kolejowej nr 292.
21 grudnia 2007 na mocy układu z Schengen przejście graniczne zostało zlikwidowane.

### Przejścia graniczne z Czechosłowacją
W okresie istnienia Czechosłowackiej Republiki Socjalistycznej funkcjonowało w tym miejscu polsko-czechosłowackie kolejowe przejście graniczne Głuchołazy. Dopuszczone było przekraczanie granicy przez towary. Kontrolę graniczną osób, towarów i środków transportu wykonywała Graniczna Placówka Kontrolna Głuchołazy (GPK Głuchołazy).
W październiku 1945 na granicy polsko-czechosłowackiej, w ramach tworzących się Wojsk Ochrony Pogranicza utworzono Przejściowy Punkt Kontrolny Głuchołazy – kolejowy III kategorii.

## Dane statystyczne
| Przejście graniczne Głuchołazy-Mikulovice (kolejowe) |       |         |        |
| Rok                                                  | Osoby | Pociągi | Źródło |
| 2005                                                 | 8440  | 586     | [ b ]  |
| 2006                                                 | 6293  | 762     | [ c ]  |
| 2007 (I półrocze)                                    | 3002  | 2384    | [ d ]  |

## Galeria

Przejście graniczne Głuchołazy-Mikulovice (kolejowe)
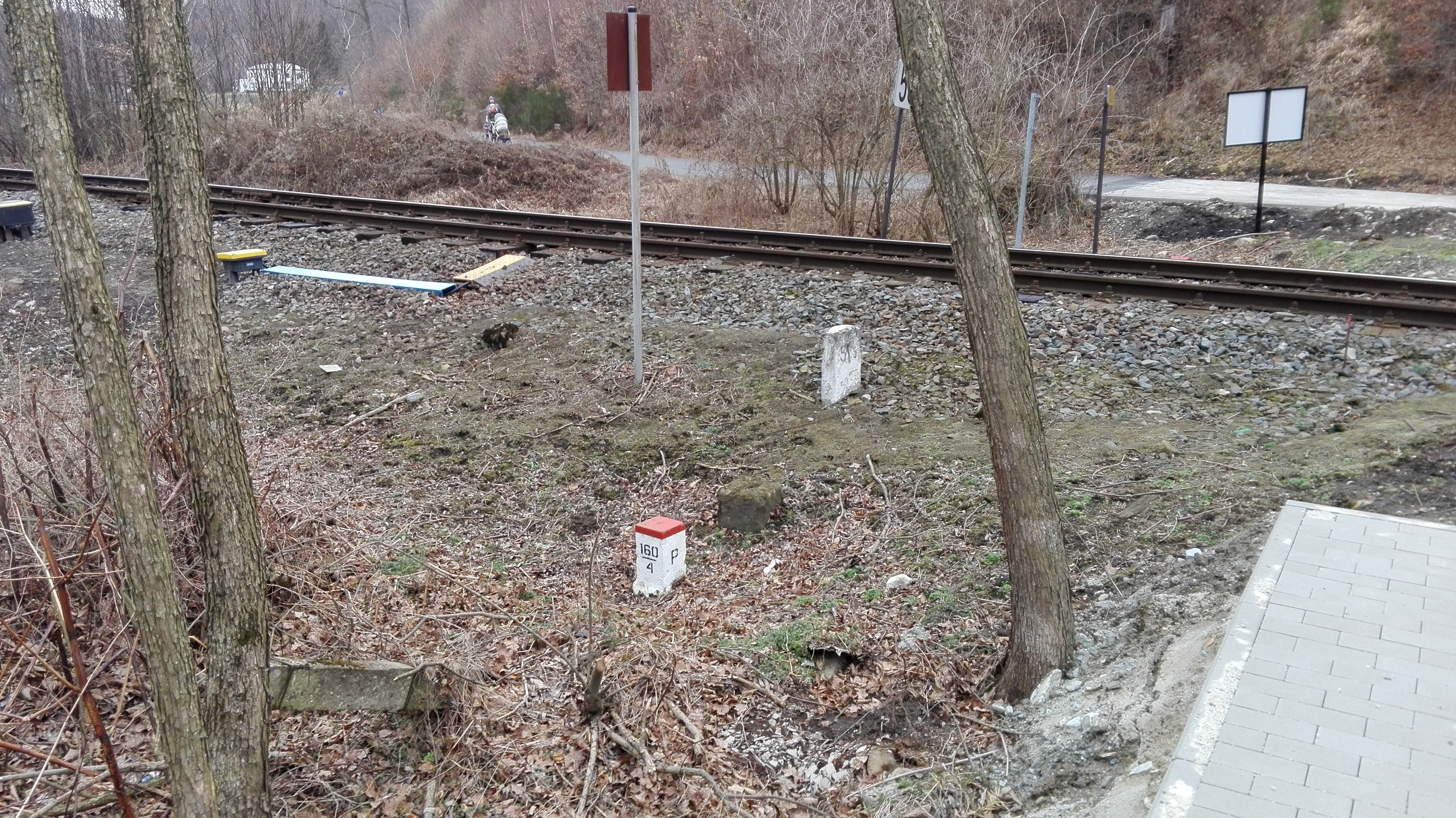
Widok od strony czeskiej – znak gran. nr 160/4 (luty 2020)
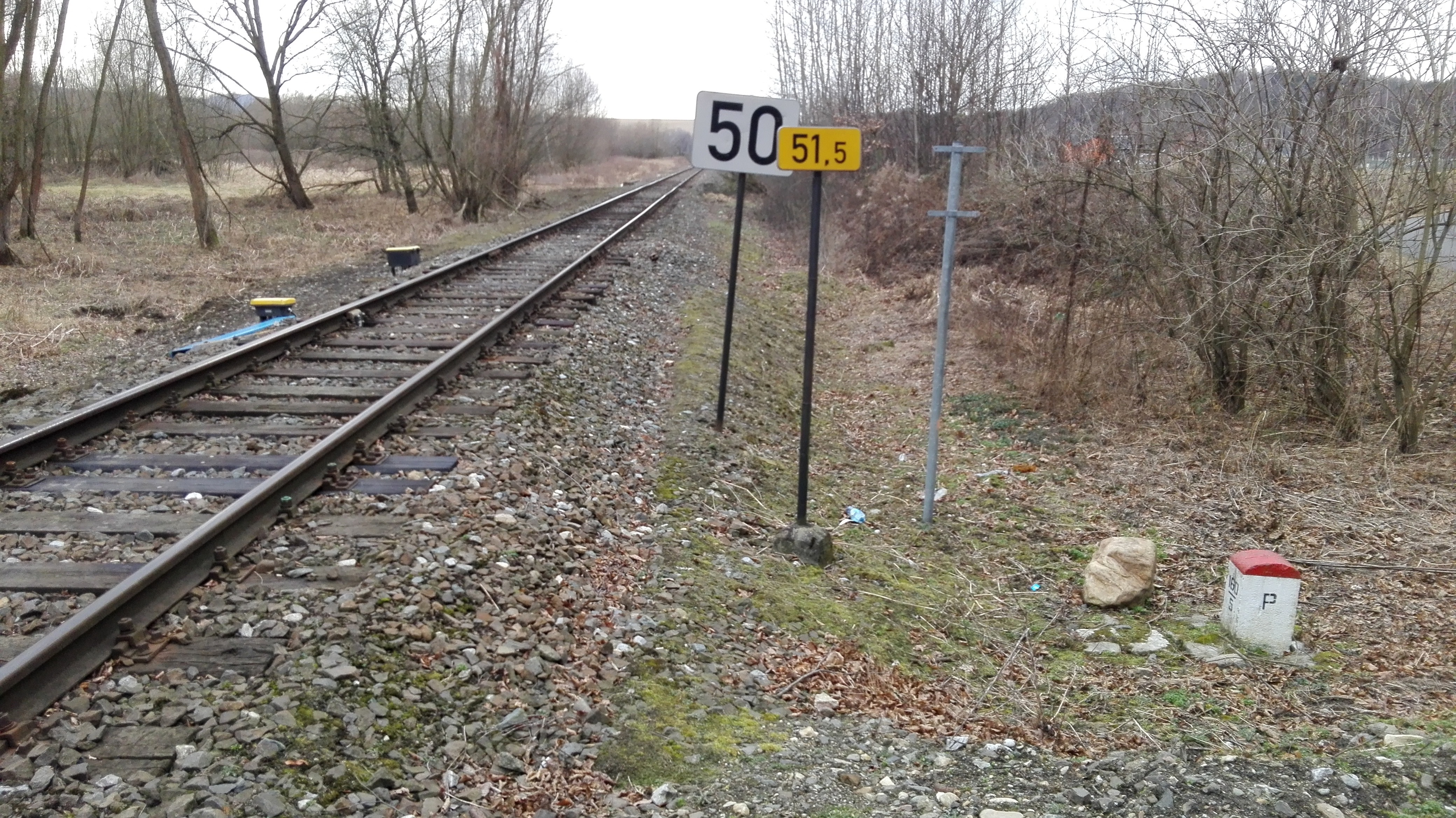
Widok od strony polskiej – znak gran. nr 160/5 (luty 2020)
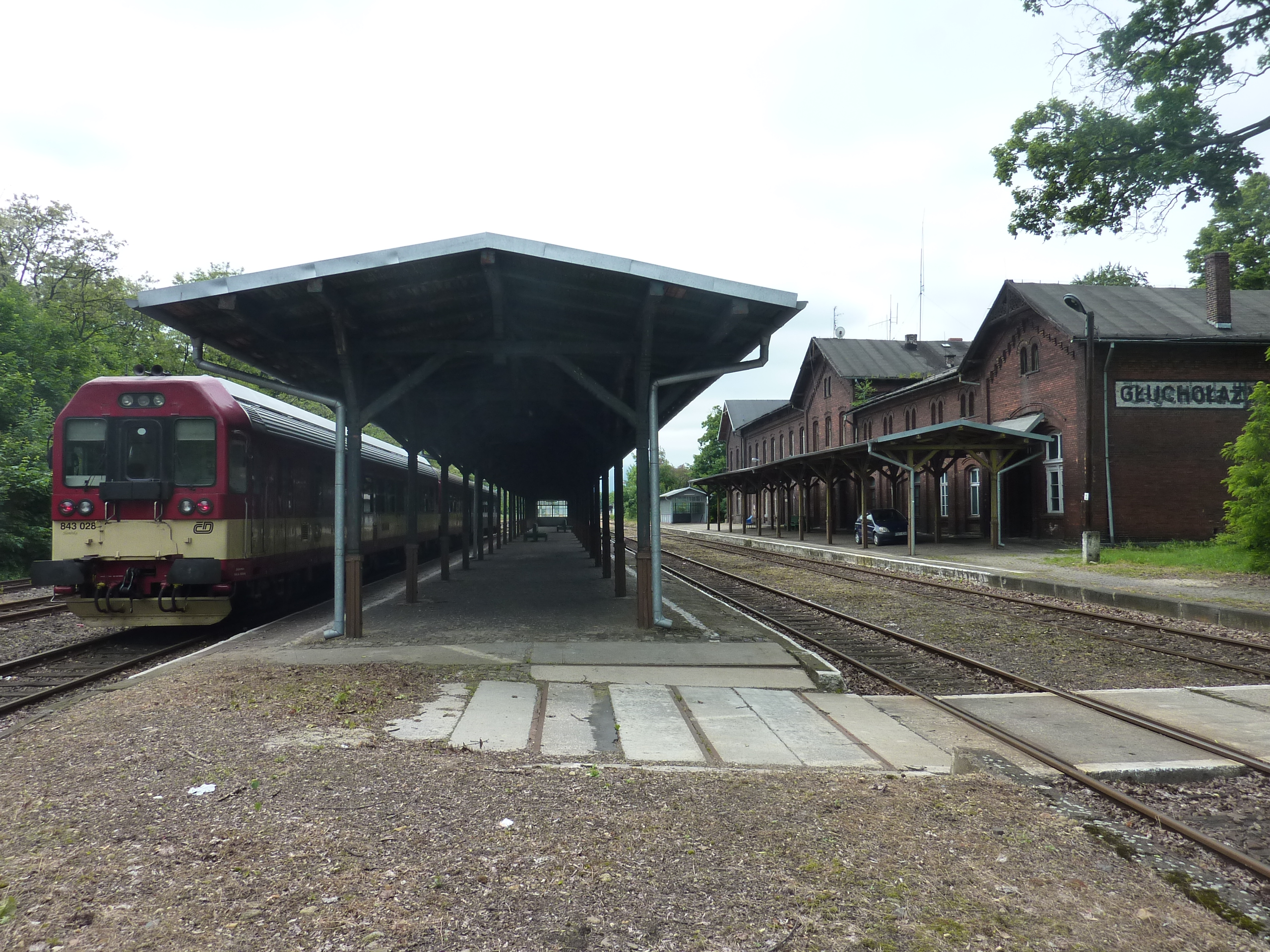
Czeski pociąg na stacji kolejowej Głuchołazy Główne (czerwiec 2011)
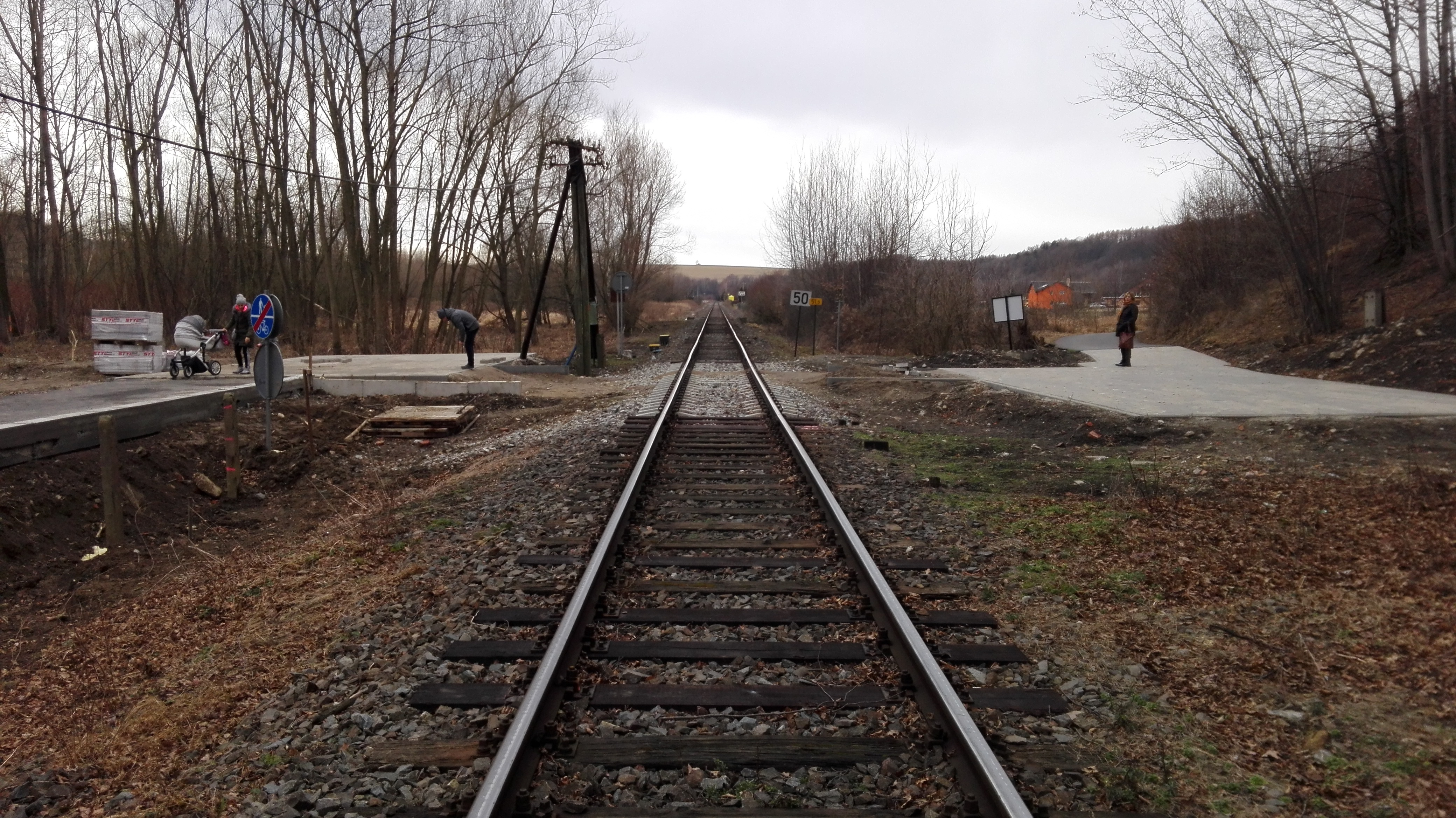
Widok od strony polskiej (luty 2020)